# Liste der italienischen Botschafter in Dänemark
Liste der Leiter der italienischen Auslandsvertretung in Kopenhagen, Dänemark.
| Ernennung/Akkreditierung | Name                                          | Bemerkungen                  | ernannt von             | akkreditiert während der Regierung von | Posten verlassen |
| ------------------------ | --------------------------------------------- | ---------------------------- | ----------------------- | -------------------------------------- | ---------------- |
| 23. Dez. 1859            | Giovanni Antonio Migliorati                   | (* 12. Mai 1825 in Genua)    | Viktor Emanuel II.      | Carl Edvard Rotwitt                    |                  |
| 13. Dez. 1863            | Rodrigo Doria di Prelà                        |                              | Marco Minghetti         | Ditlev Gothard Monrad                  |                  |
| 10. Aug. 1867            | Isacco Artom                                  | (* 1829 in Asti 1900 in Rom) | Urbano Rattazzi         | Christian Emil Krag-Juel-Vind-Frijs    |                  |
| 23. Jan. 1868            | Luigi Ratio Pizzoni                           |                              | Urbano Rattazzi         | Christian Emil Krag-Juel-Vind-Frijs    |                  |
| 17. Sep. 1871            | Federico Spinol                               |                              | Urbano Rattazzi         | Ludvig Holstein-Holsteinborg           |                  |
| 18. Feb. 1876            | Enrico della Croce di Dojola                  | Egitto                       | Agostino Depretis       | Jacob Estrup                           |                  |
| 29. Okt. 1881            | Emanuele Beccaria-Incisa                      | (* 23. Mai 1848)             | Agostino Depretis       | Jacob Estrup                           |                  |
| 18. Juli 1882            | Maurizio Marocchetti                          |                              | Agostino Depretis       | Jacob Estrup                           |                  |
| 29. Dez. 1887            | Carlo Alberto Maffei di Boglio                |                              | Francesco Crispi        | Jacob Estrup                           |                  |
| 20. Juli 1890            | Tommaso Catalani                              |                              | Francesco Crispi        | Jacob Estrup                           |                  |
| 27. Juni 1894            | Francesco Galvagna                            |                              | Francesco Crispi        | Tage Reedtz-Thott                      |                  |
| 18. Apr. 1901            | Giorgio Calvi di Bergolo                      |                              | Giuseppe Zanardelli     | Johan Henrik Deuntzer                  |                  |
| 12. Juni 1910            | Emanuele Berti                                |                              | Luigi Luzzatti          | Klaus Berntsen                         |                  |
| 27. Feb. 1913            | Vittorio Sacerdoti di Carrobio                |                              | Giovanni Giolitti       | Carl Theodor Zahle                     |                  |
| 14. Sep. 1920            | Pompeo Aloisi                                 |                              | Francesco Saverio Nitti | Otto Liebe                             |                  |
| 22. Jan. 1923            | Giulio della Torre di Lavagna                 |                              | Benito Mussolini        | Otto Liebe                             |                  |
| 16. Apr. 1925            | Giovanni Alliata Di Montereale Di Villafranca |                              | Benito Mussolini        | Thorvald Stauning                      |                  |
| 6. Feb. 1927             | Guido Viola di Campalto                       |                              | Benito Mussolini        | Thomas Madsen-Mygdal                   |                  |
| 25. Juni 1931            | Daniele Varè                                  |                              | Benito Mussolini        | Thorvald Stauning                      |                  |
| 25. Aug. 1932            | Giovanni Capasso Torre di Caprara             |                              | Benito Mussolini        | Thorvald Stauning                      |                  |
| 5. Feb. 1938             | Giuseppe Sapuppo                              |                              | Benito Mussolini        | Thorvald Stauning                      |                  |
| 19. Dez. 1943            | Pasquale Diana                                |                              | Pietro Badoglio         | Vilhelm Buhl                           |                  |
| 26. Apr. 1945            | Agostino Carissimo                            |                              | Ferruccio Parri         | Vilhelm Buhl                           |                  |
| 30. Juni 1949            | Mario Conti                                   |                              | Ferruccio Parri         | Hans Hedtoft                           |                  |
| 15. Jan. 1952            | Carlo Andrea Soardi di S. Antonino            |                              | Ferruccio Parri         | Erik Eriksen                           |                  |
| 14. Sep. 1955            | Bernardo Mosca                                |                              | Antonio Segni           | Hans Christian Svane Hansen            |                  |
| 29. Sep. 1961            | Francesco Lo Faro                             |                              | Fernando Tambroni       | Viggo Kampmann                         |                  |
| 22. Okt. 1964            | Luciano Conti                                 |                              | Giovanni Leone          | Jens Otto Krag                         |                  |
| 2. Mai 1968              | Michele Lanza                                 |                              | Giovanni Leone          | Hilmar Baunsgaard                      |                  |
| 1. Feb. 197x             | Giulio Pascucci Righi                         |                              | Aldo Moro               | Anker Jørgensen                        |                  |
| 9. Feb. 1977             | Emilio Bettini                                |                              | Giulio Andreotti        | Anker Jørgensen                        |                  |
| 22. März 1981            | Stefano D’Andrea                              |                              | Giovanni Spadolini      | Anker Jørgensen                        |                  |
| 31. März 1985            | Alessandro Cortese De Bosis                   |                              | Bettino Craxi           | Poul Schlüter                          |                  |
| 19. März 1990            | Mario Manca                                   |                              | Giulio Andreotti        | Poul Schlüter                          |                  |
| 11. Apr. 1994            | Giacomo Ivancich Biaggini                     |                              | Silvio Berlusconi       | Poul Nyrup Rasmussen                   |                  |
| 10. Juni 1999            | Antonio Catalano di Melilli                   |                              | Massimo D’Alema         | Poul Nyrup Rasmussen                   |                  |
| 21. Juli 2003            | Roberto Di Leo                                |                              | Silvio Berlusconi       | Anders Fogh Rasmussen                  |                  |
| 1. Sep. 2007             | Andrea Mochi Onory di Saluzzo                 |                              | Romano Prodi            | Anders Fogh Rasmussen                  |                  |
| 18. Aug. 2010            | Carlo Tripepi                                 |                              | Silvio Berlusconi       |                                        |                  |
| 21. Okt. 2013            | Stefano Queirolo Palmas                       |                              | Enrico Letta            |                                        |                  |
| 11. Juli 2018            | Luigi Ferrari                                 |                              | Giuseppe Conte          |                                        |                  |